# باول موراي (شاعر)
باول موراي (بالإنجليزية: Paul Murray)‏ هو شاعر بريطاني، ولد في 26 نوفمبر 1947 في Newcastle, County Down ‏ في المملكة المتحدة.